# 奧爾德敦 (馬里蘭州)
奧爾德敦（英語：Oldtown）是位於美國馬里蘭州亞利加尼縣的一個普查規定居民點。

## 人口
根據2020年美國人口普查的數據，奧爾德敦的面積為0.96平方千米，當中陸地面積為0.96平方千米，而水域面積為0.00平方千米。當地共有人口116人，而人口密度為每平方千米120.83人。